# Саввич, Павел Сергеевич
Па́вел Серге́евич Са́ввич (1857 — после 1917) — генерал от инфантерии, киевский губернатор, член Военного совета.

## Биография
Православный. Из дворян Харьковской губернии. Младшие братья Александр и Сергей — также генералы.
Окончил Владимирский Киевский кадетский корпус (1873) и Михайловское артиллерийское училище (1876), откуда выпущен был подпоручиком в 31-ю артиллерийскую бригаду.
Чины: поручик (1877), штабс-капитан (1880), капитан (1883), подполковник (1887), полковник (за отличие, 1891), генерал-майор (1900), генерал-лейтенант (за отличие, 1907), генерал от инфантерии (за отличие, 1913).
Участвовал в русско-турецкой войне 1877—1878 годов, в том числе при взятии крепости Никополь, в сражении под Плевной и в переходе Балкан с генералом Гурко. За боевые отличия награждён рядом орденов.
По окончании Николаевской академии Генерального штаба по 1-му разряду в 1883 году, состоял старшим адъютантом штаба 10-й кавалерийской дивизии (1883—1884), обер-офицером для особых поручений при штабе 10-го армейского корпуса (1884—1887), старшим адъютантом штаба Харьковского военного округа (1887—1889) и, наконец, штаб-офицером для особых поручений при штабе 10-го армейского корпуса (1889—1894).
Затем был начальником штаба 10-й кавалерийской дивизии (1894—1899), командиром 134-го пехотного Феодосийского (1899—1900) и 124-го пехотного Воронежского (1900) полков. 12 декабря 1900 года за отличие произведен в генерал-майоры с назначением генералом для особых поручений при командующем войсками Киевского военного округа. В 1902 году был назначен окружным дежурным генералом штаба Киевского военного округа.
7 сентября 1903 года назначен Киевским губернатором. 8 октября 1905 года переведен на ту же должность в Костромскую губернию, однако уже 2 ноября, не вступив в управление последней, возвращен на пост Киевского губернатора. В 1906 году был назначен начальником штаба Иркутского военного округа. Затем был начальником 45-й пехотной (1908—1910) и 25-й пехотной (1910—1911) дивизий, командиром 5-го Сибирского армейского корпуса (1911—1913).
28 декабря 1913 года назначен членом Военного совета. 22 сентября 1917 года был уволен в отпуск с 8 сентября «для лечения болезни, в пределы Государства, на 1 месяц». Дальнейшая судьба неизвестна.

## Награды
- Орден Святой Анны 4-й ст. (1877);
- Орден Святого Станислава 3-й ст. с мечами и бантом (1878);
- Орден Святой Анны 3-й ст. с мечами и бантом (1879);
- Орден Святого Станислава 2-й ст. с мечами (1879);
- Орден Святой Анны 2-й ст. (1885);
- Орден Святого Владимира 4-й ст. (1894);
- Орден Святого Владимира 3-й ст. (1896);
- Орден Святого Станислава 1-й ст. (1902);
- Орден Святой Анны 1-й ст. (1907);
- Орден Святого Владимира 2-й ст. (1911);
- Орден Белого Орла (1914).